# Colus hirudinosus
Colus hirudinosus (Colus hirudinosus Cavalier & Séchier, 1835) és una espècie de bolet basidiomicot de la família de les clatràcies (Clathraceae), molt rar, d'origen tropical molt relacionat amb el més comú Clathrus ruber (reixa del diable).
Creix principalment en sòls sorrencs (no sorra marina) o fertilitzats a la tardor. El carpòfor es troba inicialment tancat en el vel general en forma d'ou, d'uns 2 centímetres de diàmetre (que té un color blanquinós) permanent en el bolet adult en forma de volva, amb hifes miceliars blanquinoses que el connecten amb el substrat de creixement. A mesura que es desenvolupa, l'exoperidi sembla allargat, fins a 3–4 cm d'alçada, amb una sèrie de branques ascendents d'un color rosa ataronjat cada cop més intens que parteixen d'una tija comuna, a l'interior de la volva, i desemboquen en una zona apical en forma de disc de malla estreta, d'un color vermell-vermell fosc, cobert per la gleba deliqüescent verdosa-oliva-negre, d'olor repel·lent per a atraure insectes que contribueixen així a la dispersió de les espores. La carn és fràgil, porosa, blanquinosa, amb una olor nauseabunda de femta.
En un breu examen es pot confondre amb Clathrus ruber, que és de mida més gran i molt diferent a causa de la conformació de l'exoperidi. Descobert l'any 1835 per dos micòlegs, Colus hirudinosus és l'únic bolet del món que té aquesta forma particular. El principal atractiu d'aquest bolet tan particular és el seu aspecte, únic entre els fongs que a alguns els sembla agradable mentre que a la majoria sembla horrible.
Reconeixible per la seva pudor de carronya o femta i la seva forma que quan està madura s'assembla a dues boles superposades, una de gran a la part inferior i una de més petita a la part superior. Aquest fong està present a Europa i Amèrica del Nord gràcies a l'intercanvi involuntari d'espores, especialment en teixits i teixits en general. Sostingut per una tija vermella, aquest bolet està cobert per un llim marronós molt atractiu per als insectes que n'expandeixen les espores.
Les branques foses vermelles, l'estructura de boles de doble forat i la concentració d'himeni a la part superior el converteixen en un dels bolets més estranys del món.

## Etimologia
El nom llatí d'aquest bolet tan particular deriva de l'estranya forma del carpòfor, que ressembla a dues boles superposades, amb la gleba a la part superior. L'origen del nom "Colus" no és del tot clar, puix que també és el d'una espècie de coneguts mol·luscs marins, però, tanmateix, l'altra part hirudinosus és inconfusible perquè aquest bolet és l'únic del món viu que té aquest darrer. La dificultat per pronunciar la segona part es deu al fet que moltes consonants i s es col·loquen alternativament. El bolet és un dels menys estudiats i coneguts.

## Taxonomia i història
El primer bolet formalment descrit com a Colus hirudinosus, el nom del botànic que el va descobrir per primera vegada, es va trobar el 1835 al sud i sud-est d'Austràlia. Formaba part de la família de les fal·làcies, però la darrera revisió de l classificació dels fongs la situa a la família de les clathràcies. Com aquests, de fet, embolcalla les seves espores en un llim viscós marró que fa olor de femta o carronya per atreure els insectes, formidables propagadors aeris de l'espècie. Aquest bolet va ser descobert pels dos micòlegs Cavalier & Séchier l'any 1835, tot i que després va ser estudiat per Saccardo el 1888, Dring el 1964 i el 1980. Aquest bolet no ha rebut gaire interès per part dels micòlegs perquè és una espècie rara, no comestible i poc coneguda. L'any 1980 aquest fong, que abans s'havia registrat només a Austràlia i al Pacífic tropical humit, es va documentar a Europa, Àfrica i el Carib. Les granotes fusionades en gàbia són les que caracteritzen el gènere Colus i les espècies de "cutícula bruta" acordades pels experts de la "Stinkhorn Expert DM Dring" (1980).

## Descripció de l'espècie
Aquesta mena de bolets és comú o gregari (segons els anys) en el període de creixement, en serradures, en boscos o en camps de conreu, en zones tropicals i subtropicals encara que la seva distribució és incerta. Colus hirudinosus evidentment no és comestible.

### Ecologia
Tots els fongs són heteròtrofs, és a dir, obtenen nutrients del medi extern absorbint-los a través de les seves parets; tenen un paper ecològic molt important perquè són capaços de descompondre la matèria orgànica present al sòl.
Constitueixen un lligam molt important en l'ecosistema, ja que permeten tancar el cicle de la matèria, tornant a estar disponible per a l'organització per part de les plantes verdes.
L'heterotròfia dels fongs sempre els obliga a un tipus de vida dependent que es pot diferenciar en tres modes, distingits en funció de la relació del mateix fong amb el substrat de creixement: saprofitisme, parasitisme i mutualisme. El clatre vermell deformat és un fong sapròfit.

### Volva

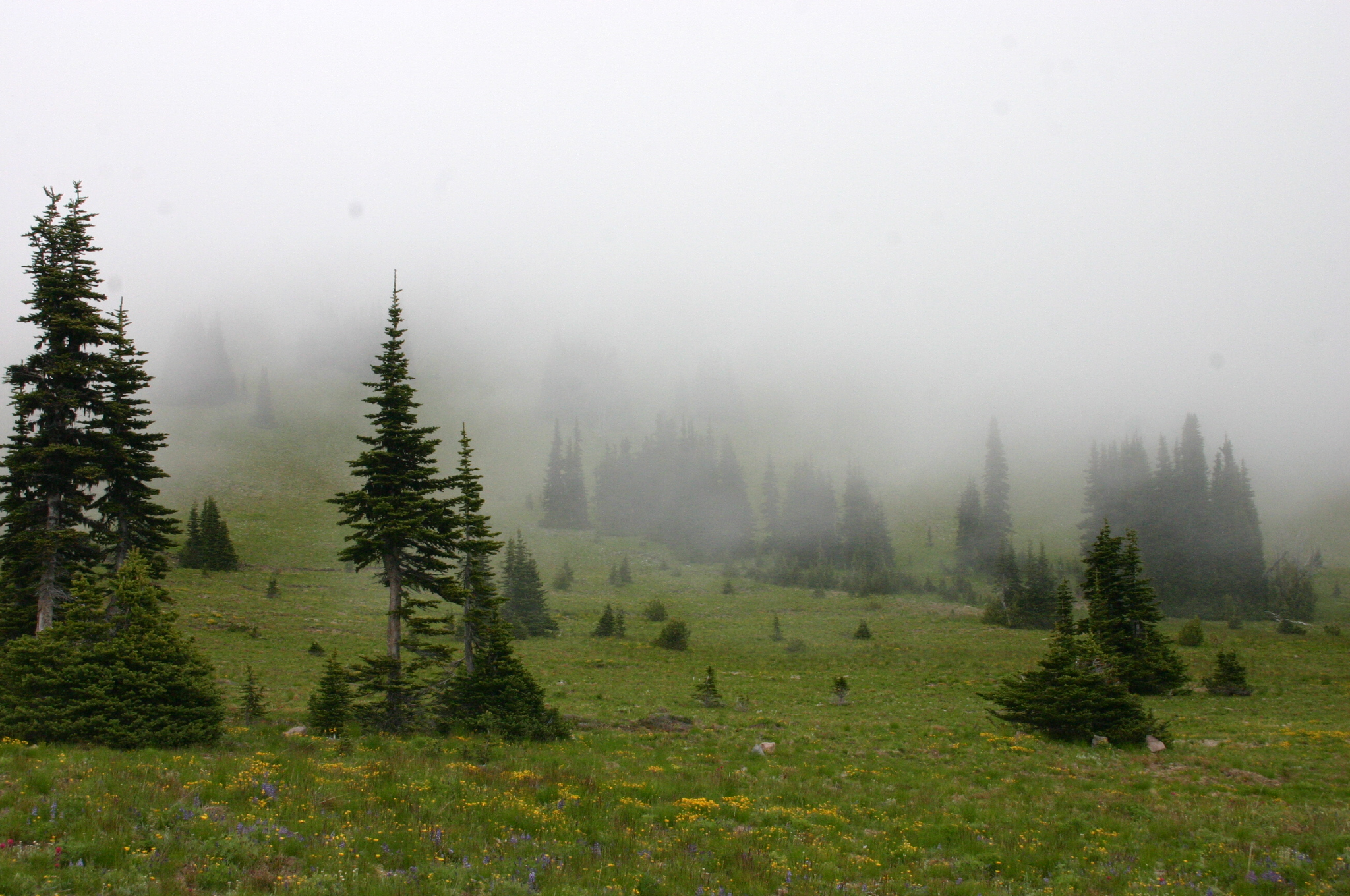
Els boscos amb boira són un lloc ideal perquè creixi aquest bolet

El primordi apareix com una estructura en forma d'ou, anomenada volva (o exoperidi), de color marró o marró blanquinós i parcialment enterrada entre 1 i 2 cm de diàmetre i grandària (1¼ del total, adherida al sòl per hifes, blanques com tots els seus aparells subterranis), blanquinoses o amb matisos groguencs, amb una capa gelatinosa a l'interior i al centre l'esbós rosa-vermell del carpòfor que s'obre molt aviat. Té un petit apèndix semblant a l'arrel a la base.
Quan està madur, s'esquinça i surt un receptacle (endoperidi) en forma de doble gàbia i amb gran malla a la part inferior i estreta a la part superior, de color rosat, després vermell sang o escarlata; les malles de la gàbia doble, a la superior, estan esquitxades amb mucílag granular de color oliva o marró verdós, que conté les espores. La volva romandrà sempre en forma de teixit trencat blanc o de diferent color.

### Cos fructífer

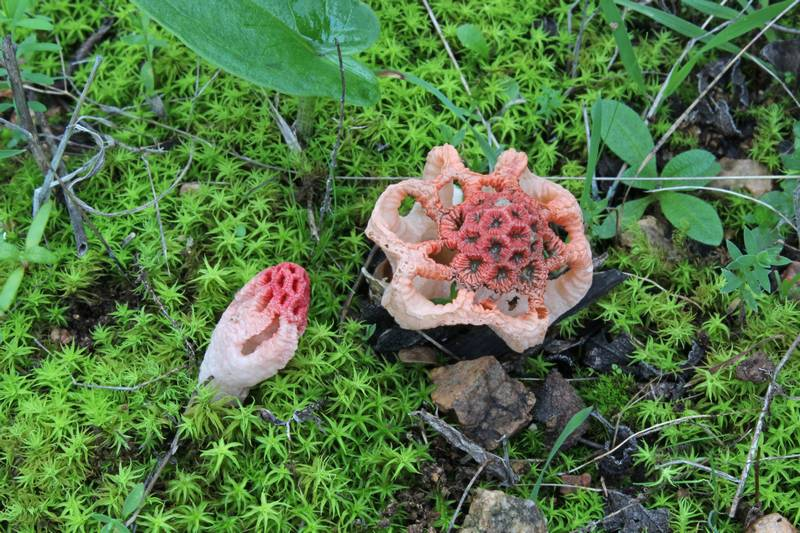
Colus hirudinosus

El cos fructífer d'aquest bolet tan particular té forma de doble bola, estriada, semblant a una gàbia asimètrica (sovint aplanada o deformada) gran a la part inferior i estreta a la part superior que s'expandeix amb els braços disposats i units en una xarxa (que parteixen de la tija no sempre visible) a la part superior de la qual hi ha un mucílag que conté les espores. Emergeix esquinçant la volva i fragmentant-la, encara que aquesta es mantingui present a sota. El carpòfor fa aproximadament 5-8 centímetres de mida. Pren forma de doble bola quan surt del terra. El color dels braços acostuma a ser vermell o rosa-vermell molt profund a la part superior mentre que a sota és vermell, vermell-taronja o vermell-rosat, encara que en casos molt rars també s'han trobat taronja (inferior), vermell-taronja i fins i tot blanc (en bolets albins). Els braços són arrugats, fràgils tenen una membrana vermella arrugada i estriada i es fusionen entre si per formar la gàbia. El centre del barret és de color vermell intens. La gleba està continguda a la part superior i és de color verd-marró. Té una tija petita, no sempre visible, del mateix color (o més clar) que la resta del cos fructífer, format per 4-6 columnes verticals. Madura en forma de gàbia amb de 6 a 10 braços d'aproximadament 3,5 a 7,5 de llarg cm de llargada mesurada des del centre i menys d'un centímetre d'amplada des de la base. Cada braç es divideix en dos apèndixs en forma de tentacle. La part superior del bolet està coberta d'una massa viscosa o gleba, que fa olor de carn podrida o femta o les dues coses alhora. A la base de la tija hi ha una volva rodona, una resta d'òvul original. La bola inferior pot ser més lleugera. En la fase d'envelliment, les boles, que abans eren molt dretes i altes, poden patir un efecte de "fusió", és a dir, descens i deformació. Sovint passa que les mosques o altres insectes poden destruir tot o part del basidiomicet i, per tant, pot semblar incomplet.
Els braços contenen la gleba. Les ramificacions del cos fructífer es tornen cada cop més denses a mesura que mireu cap amunt. Aquest fet es deu a la necessitat de mantenir i procrear el nombre més gran d'espores a la gleba, i mantenir-les més protegides.

### Himeni
Gleba verd-marró quan és jove, marró oliva fosc i negre/verd brillant quan és vella, mucilaginosa, en forma de bola comprimida, fètida, viscosa, com fosa, tova i situada a la part superior del carpòfor (la bola superior) i una mica a la inferior, encara que els pugui tapar del tot o quasi (el bolet fins i tot pot pujar molt del terra). De vegades, els insectes, atrets per la gleba, dipositen els seus ous dins de les branques, que són bresques buides, del propi bolet, de manera que les petites larves tinguin l'aliment necessari per al seu desenvolupament.
Aquest bolet té una tija vermella/rosa o rosa/blanca, de vegades amb vetes (de vegades amb taques marrons, vermelles o rosades/blanques), d'uns 8 centímetres de llarg que quan estigui madur esdevindrà de color vermell més o menys brillant, interiorment buida quan estigui madur (o directament de jove). La base és gelatinosa i flàccida, expandint-se alhora que els braços. Es pot ratllar amb un blau clar. Tant l'interior, la tija, els braços amb la seva gleba, el centre i la mateixa gleba són rugosos. A la part inferior pot quedar un romanent del vel anomenat volva. A la part inferior dels braços i al voltant del centre pot haver-hi gleba estèril que roman vermella i escamosa. Tot el cos fructífer es pot deshidratar abans de morir.

### Miceli
Aquest bolet té un miceli blanc o groguenc.

### Carn

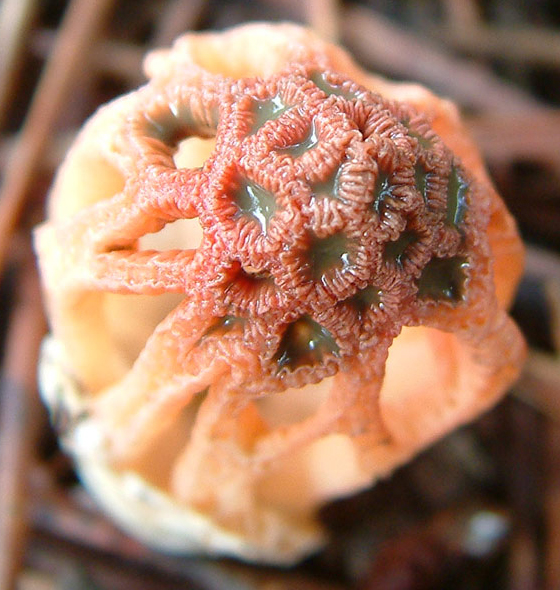
La gelea mucilaginosa d'aquest fong conté espores

La carn d'aquest bolet tan particular és vermella/rosa a la tija (on és més fibrosa), immadura i vermella brillant a l'adult i vell, a les hifes és de color blanc groguenc mentre que a la tapa i a la base és vermella. Fràgil, en forma de bresca, elàstic, ininterromput, aquest bolet té la carn que es torna lleugerament blava quan es toca, es frega o es fa malbé. No hi ha informació sobre la sabor de la carn puix que ningú no ha tastat mai aquest bolet. No es coneixen reaccions químiques.
- Olor: característica, complexa, com carronya fresca o femta fresca o les dues coses alhora.
- Sabor: no particularment agradable.

### Olor
Aquest fong desprèn una olor nauseabunda, derivada de la gleba, com de carn pútrida.
- Olor: de cadàver, fecal, insuportable, perceptible fins i tot de lluny.

### Microscòpia
- Espores: 3,5-6,5 x 1-2 µm, cilíndric, llis, oliva a granel.
- Basidis: cilíndrics, de fins a 70 de llarg µm, septats transversalment, amb 4 esterigmes llargs i corbats.
- Hifes: ramificades, nuoses, amb un diàmetre d'1-4 µm, blanc.
- Pleurocistidis: absent.
- Quelocistidis: 40-110 x 15-40 µm, el·lipsoidal, ovoide, oblong, utriforme o subcilíndric.

### Espores
Aquest bolet té espores de 3,5-6,5 x 1-2 µm, cilíndric, llis, incorporat a la gleba. Esporada marró oliva. Espores de color marró verdós.
Les espores són disperses per insectes, cargols i cargols atrets per l'olor fètida que emana de la gleba. Aquestes espores van amb l'esperança de néixer en una nova gamma.
No és estrany veure aquest bolet envaït per mosques que el devoren del tot.
A les femtes o cadàvers d'animals es troben moltes espores que atrauen els insectes que les propaguen.

## Hàbitat i distribució
En sòls humits amb restes llenyoses podrides (fong saprotròfic), en regions tropicals o subtropicals de prats i boscos alpins i subalpins. Va aparèixer (probablement transportat) al Royal Botanic Gardens de Kew el 1829 i a tota Califòrnia i Amèrica del Nord. A Occident hi va arribar mitjançant el transport involuntari d'espores a través del sòl i dels materials orgànics. Més freqüent als hivernacles, però encara molt rar, és present als jardins, als camps de pastura (gespes), a les zones de cultiu en general i a les soques dels arbres. A Victòria aquest bolet ocupa gairebé exclusivament zones alpines, a Tasmània es limita als llocs del nord. És comú a l'Àfrica tropical, Austràlia, Oceania i altres zones tropicals. També és present a Carolina del Sud i les illes del Pacífic.
Aquest bolet bastant comú viu a diverses zones d'Austràlia des del sud-est de Queensland, Nova Gal·les del Sud i l'est de Victòria, Queensland, Nova Gal·les del Sud i Tasmània. També es troba a banda i banda de les illes de l'oceà Pacífic. És sapròfit, prefereix els residus llenyosos o els mulchs i, per tant, és fàcil de trobar-lo en jardins o prop de plantacions ornamentals. També es pot trobar en prats i boscos de muntanya, en zones alpines o subalpines. Des del seu hàbitat original s'ha estès a altres parts del món juntament amb gespa o sòl de jardineria: s'ha documentat desenvolupant-se en terres transportades des d'Austràlia fins a un hivernacle a Kew Gardens el 1829 i posteriorment a Califòrnia. A Europa viu principalment en boscos càlids i humits, és present a Sicília i Espanya.

## Amenaces
Aquest fong té tres tipus diferents d'amenaces:
- Pol·lució: els productes agrícoles són ruixats contínuament amb fungicides, pesticides i productes químics, que després són arrossegats per la pluja i acaben al sòl. Aquest greu fenomen està reduint dràsticament les poblacions d'aquest bolet tan delicat
- Collita: En ser un bolet característic i estrany, molta gent, desafiant la seva olor, el recull per mostrar-lo a amics i familiars. Aquest fenomen impedeix que els fongs es reprodueixin i madurin.
- Destrucció: Moltes persones, normalment sense experiència, destrueixen aquest bolet amb eines o simplement triturant-lo amb l'únic pretext de la seva olor o (per la seva forma estranya i molt poca fama) acusat de tòxic. Aquest costum és ben combatut per les associacions relacionades amb tots els bolets estranys i tòxics.

També hi ha altres formes d'amenaça menors i naturals, com els animals, les pedres, la calor seca, el foc i altres factors, però aquests s'han de considerar minoritaris.

## Comestibilitat
NO COMESTIBLE !Probablement comestible en estat d'òvul, però no comestible per l'olor nauseabunda i el gust viscós. No obstant això, segons rumors no confirmats, en alguns països europeus es consumeix sense problemes en estat "òvul" i sense el peridi gelatinós.

## Diferències amb bolets similars

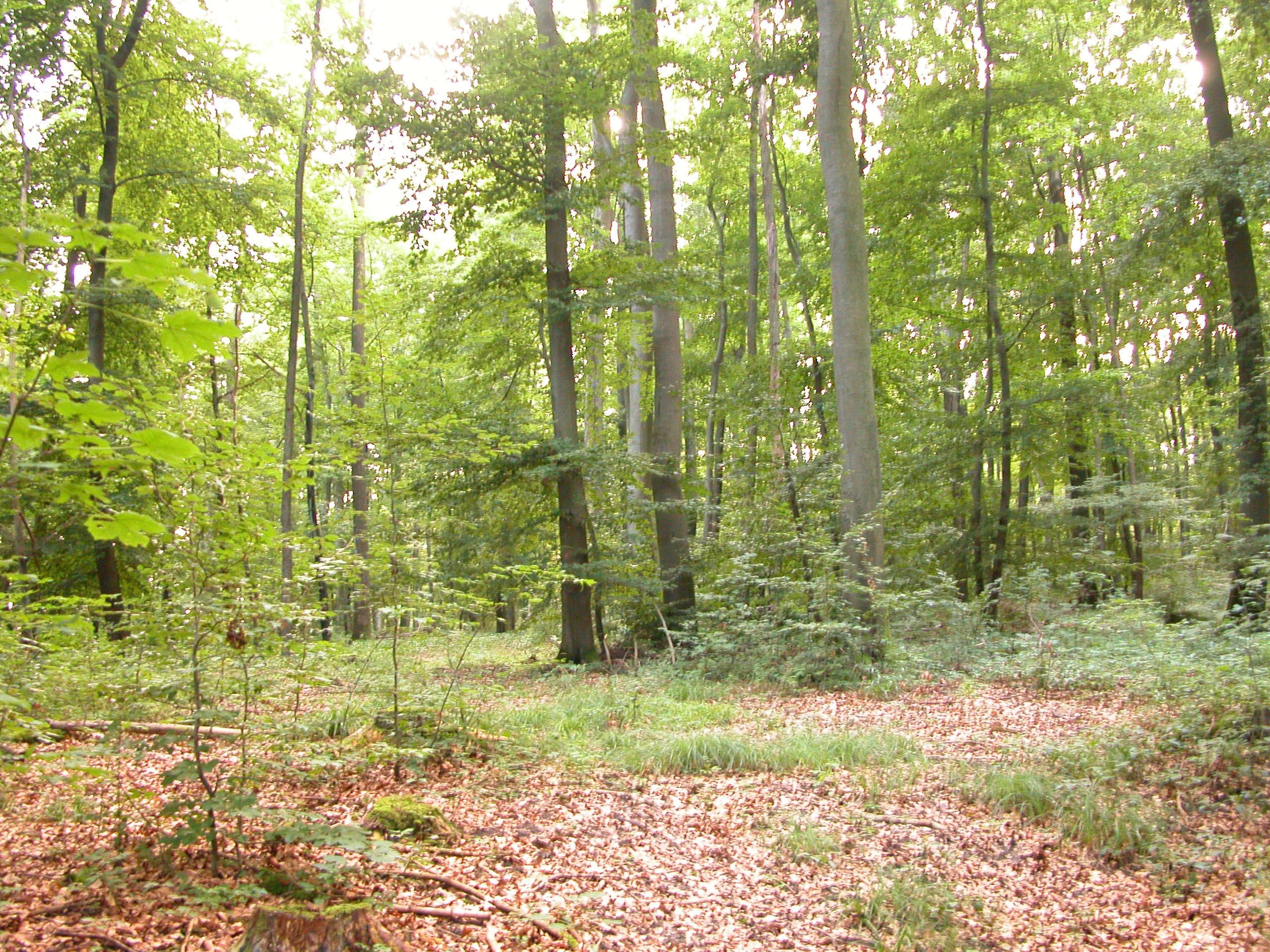
Aquest bolet sovint es troba al sotabosc com a sapròfit

El Colus pusillus, també anomenat Colus muelleri, és semblant al tub cribróss vermell deformat, excepte que no té forma de doble bola i, mentre que el primer és un bolet europeu, el segon és australià. Té menys característiques morfològiques, té un aspecte canviant i no és atacat per les mosques. L'any 1980 es va descobrir Colus pusillus a Austràlia, mentre que Colus hirudinosus es va documentar a Europa, Àfrica i el Carib. Colus hirudinosus és semblant en aparença al Clathrus archeri més comú, que, no obstant això, no té braços equipats amb tentacles i tija. També s'assembla molt vagament a Clathrus columnatus, que, tanmateix, té tres grans tentacles de color vermell ataronjat units per formar una "banana foradada".
En un examen superficial es pot confondre amb Clathrus ruber, que és de mida més gran i molt diferent per la conformació de l'exoperidi.

## Sinònims i binomis obsolets
- Colus hirudinosus
- Clathrus hirudinosus

## Més notícies
Aquest bolet en particular, fruit d'una evolució molt complexa, es considera un signe distintiu d'Austràlia. Les formes vermelles d'aquest bolet creixen principalment al fons del bosc caducifoli mentre que les més taronges es formen a les serradures. Fins i tot els blancs del bosc. També s'han descrit formes rosades i blanques d'aquest bolet.
 La característica principal d'aquest bolet, en canvi, sempre de la mateixa família, és que és l'únic que té forma de doble bola. Colus hirudinosus ha estat descrit a Amèrica del Nord en un text micològic en una zona entre Carolina del Sud, Charleston i Columbia. Aquest bolet és descrit a Tasmània pels botànics i per l'expedició d'Entrecasteaux que va explorar el territori anomenat La Pérouse.
Els detalls més notables són la fusió literal de la bola superior a mesura que envelleix i la diferència en la forma dels braços d'un exemplar a un altre.
La xarxa pot estar estirada, solta, ben formada o deformada, aixafada (de vegades fins i tot a la tija). La volva és blanca amb taques marronoses i, quan madura, pot semblar seca i com de paper. Els braços dels bolets són humits, fètids, arrugats, en capes, brillants i viscosos i s'alleugen a mesura que van cap a la base. La gleba s'ennegreix a mesura que envelleix, però conserva l'olor de carronya.